# 舒莫尼
舒莫尼，是匈牙利巴兰尼亚州所辖的一个村。总面积20.21平方公里，总人口433，人口密度21.4人/平方公里（2011年1月1日）。